# Вазари (Анкона)
Вазари (итал. Vasari) насеље је у Италији у округу Анкона, региону Марке.
Према процени из 2011. у насељу је живело 254 становника. Насеље се налази на надморској висини од 142 м.